# الخرإبة (المخادر)

تعديل مصدري - تعديل

الخرابة محلة تابعة لقرية الحصن والخرابة، التابعة لعزلة بني سرحة بمديرية المخادر إحدى مديريات محافظة إب في الجمهورية اليمنية، بلغ تعداد سكانها 190 حسب تعداد اليمن لعام 2004.